# Kite in a Hurricane
Kite in a Hurricane is een nummer van het Nederlandse muziekduo Haevn uit 2022. Het is de tweede single van hun EP Holy Ground.
"Kite in a Hurricane" gaat over een relatie die in zwaar weer verkeert en waarbij de geliefden zich goed aan elkaar vast moeten klampen om er samen uit te komen. De Oostenrijkse dj Filous, die in 2015 een hit scoorde met How Hard I Try, heeft het nummer mede geschreven en mede geproduceerd. Het nummer werd NPO Radio 2 TopSong en werd regelmatig gedraaid door dat station en door NPO 3FM. De Nederlandse Top 40 of Tipparade werd niet bereikt, wel kwam de plaat tot de 42e positie in de Nationale Airplay Top 50.